# Travis Browne
Travis Browne, né le 17 juillet 1982 sur l'île d'Oahu à Hawaï, est un pratiquant américain d'arts martiaux mixtes (MMA). Il combat actuellement à l'Ultimate Fighting Championship dans la division des poids lourds.

## Biographie

### Vie privée
Depuis le 26 août 2017, il est en couple et marié avec l'ancienne combattante de l'UFC et actuelle catcheuse à la World Wrestling Entertainment, Ronda Rousey. Le 21 avril 2021, son épouse annonce être enceinte de leur premier enfant, prévu pour septembre. Le 28 septembre, ils sont officiellement parents d'une petite fille prénommée La'akea Makalapuaokalanipo.

## Parcours en arts martiaux mixtes

### Ultimate Fighting Championship
Il continue son parcours dans l'organisation face à Alistair Overeem lors du second combat principal de l'UFC Fight Night 26, première soirée diffusée sur la chaine américaine Fox Sports 1.
Le match débute mal pour Browne qui doit faire face à la pression de son adversaire, dont un coup de genou qui l'amène au sol. Overeem continue sur Browne au sol et l'arbitre est à deux doigts d'arrêter là, mais l'Américain réussit à se relever avant et l'opposition continue. Il envoie plusieurs front kicks dont un qui touche le menton d'un Overeem avançant les mains un peu basses. Le coup l'envoie au tapis et deux coups de poing de plus sur le Néerlandais lui donne la victoire récompensée par le bonus du KO de la soirée.
Il affronte ensuite Josh Barnett le 28 décembre 2013 à Las Vegas, lors de l'UFC 168.
Browne remporte rapidement la victoire par KO en assenant plusieurs coups de coude sur la tête de son adversaire cherchant à l'amener au sol sur un ramassement des deux jambes.
Cela lui permet de remporter pour la troisième fois consécutive le bonus du KO de la soirée.
Fort de cette troisième victoire consécutive, Browne grimpe dans le classement officiel de l'organisation
et se voit alors programmé face à Fabrício Werdum pour déterminer le prochain prétendant au titre.
Les deux hommes se rencontrent le 19 avril 2014, en combat principal de l'UFC on Fox 11.
Donné favori par les bookmakers,
Browne s'incline pourtant par décision unanime après avoir été dominé sur tous les aspects du combat durant cinq rounds.

## Palmarès en arts martiaux mixtes
| 25 combats           | 18 victoires | 6 défaites |
| Par KO               | 13           | 4          |
| Par soumission       | 2            | 0          |
| Sur décision         | 2            | 2          |
| Par disqualification | 1            | 0          |
| Égalités             | 1            | 1          |

| Résultat | Record | Adversaire        | Méthode                             | Événement                           | Date              | Round | Temps | Lieu                                   | Notes                                                           |
| -------- | ------ | ----------------- | ----------------------------------- | ----------------------------------- | ----------------- | ----- | ----- | -------------------------------------- | --------------------------------------------------------------- |
| Défaite  | 18-6-1 | Derrick Lewis     | KO (coups de poing)                 | UFC Fight Night: Lewis vs. Browne   | 19 février 2017   | 2     | 3:12  | Halifax, Nouvelle-Écosse, Canada       | Combat de la soirée.                                            |
| Défaite  | 18-5-1 | Fabrício Werdum   | Décision unanime                    | UFC 203: Miocic vs. Overeem         | 10 septembre 2016 | 3     | 5:00  | Cleveland, Ohio, États-Unis            |                                                                 |
| Défaite  | 18-4-1 | Cain Velasquez    | TKO (coups de poing)                | UFC 200: Tate vs. Nunes             | 9 juillet 2016    | 1     | 4:57  | Las Vegas, Nevada, États-Unis          |                                                                 |
| Victoire | 18-3-1 | Matt Mitrione     | TKO (coups de poing)                | UFC Fight Night: Dillashaw vs. Cruz | 17 janvier 2016   | 3     | 4:09  | Boston, Massachusetts, États-Unis      |                                                                 |
| Défaite  | 17-3-1 | Andrei Arlovski   | TKO (coups de poing)                | UFC 187: Johnson vs. Cormier        | 23 mai 2015       | 1     | 4:41  | Las Vegas, Nevada, États-Unis          |                                                                 |
| Victoire | 17-2-1 | Brendan Schaub    | TKO (coups de poing)                | UFC 181: Hendricks vs. Lawler II    | 6 décembre 2014   | 1     | 4:50  | Las Vegas, Nevada, États-Unis          |                                                                 |
| Défaite  | 16-2-1 | Fabrício Werdum   | Décision unanime                    | UFC on Fox 11                       | 19 avril 2014     | 5     | 5:00  | Orlando, Floride, États-Unis           | Pour déterminer l'aspirant no 1 au titre poids lourds de l'UFC. |
| Victoire | 16-1-1 | Josh Barnett      | KO (coups de coude)                 | UFC 168: Weidman vs. Silva 2        | 28 décembre 2013  | 1     | 1:00  | Las Vegas, Nevada, États-Unis          | KO de la soirée.                                                |
| Victoire | 15-1-1 | Alistair Overeem  | KO (front kick et coups de poing)   | UFC Fight Night: Shogun vs. Sonnen  | 17 août 2013      | 1     | 4:08  | Boston, Massachusetts, États-Unis      | KO de la soirée.                                                |
| Victoire | 14-1-1 | Gabriel Gonzaga   | KO (coups de coude)                 | The Ultimate Fighter 17 Finale      | 13 avril 2013     | 1     | 1:11  | Las Vegas, Nevada, États-Unis          | KO de la soirée.                                                |
| Défaite  | 13-1-1 | Antônio Silva     | TKO (coups de poing)                | UFC on FX: Browne vs. Bigfoot       | 5 octobre 2012    | 1     | 3:27  | Minneapolis, Minnesota, États-Unis     |                                                                 |
| Victoire | 13-0-1 | Chad Griggs       | Soumission (étranglement bras/tête) | UFC 145                             | 21 avril 2012     | 1     | 2:29  | Atlanta, Géorgie, États-Unis           | Soumission de la soirée.                                        |
| Victoire | 12-0-1 | Rob Broughton     | Décision unanime                    | UFC 135                             | 24 septembre 2011 | 3     | 5:00  | Denver, Colorado, États-Unis           |                                                                 |
| Victoire | 11-0-1 | Stefan Struve     | KO (superman punch)                 | UFC 130                             | 28 mai 2011       | 1     | 4:11  | Las Vegas, Nevada, États-Unis          | KO de la soirée.                                                |
| Égalité  | 10-0-1 | Cheick Kongo      | Égalité (unanime)                   | UFC 120                             | 16 octobre 2010   | 3     | 5:00  | Londres, Angleterre                    | Points déduits à Kongo pour s'être accroché au short de Browne. |
| Victoire | 10-0   | James McSweeney   | TKO (coups de poing)                | The Ultimate Fighter 11 Finale      | 19 juin 2010      | 1     | 4:32  | Las Vegas, Nevada, États-Unis          |                                                                 |
| Victoire | 9-0    | Aaron Brink       | TKO (frappes)                       | Gladiator Challenge: Vision Quest   | 21 février 2010   | 1     | 0:35  | San Jacinto, Californie, États-Unis    | Remporte le titre poids lourds du Gladiator Challenge.          |
| Victoire | 8-0    | Abe Wagner        | KO (coups de poing)                 | VFC 30: Night of Champions          | 5 février 2010    | 1     | 0:08  | Council Bluffs, Iowa, États-Unis       | Remporte le titre poids lourds du VFC.                          |
| Victoire | 7-0    | Brian Campbell    | KO (coup de pied à la tête)         | Gladiator Challenge: Never Quit     | 8 novembre 2009   | 1     | 0:09  | San Jacinto, Californie, États-Unis    |                                                                 |
| Victoire | 6-0    | Matt Anderson     | TKO (coups de poing)                | Gladiator Challenge: High Impact    | 23 juillet 2009   | 2     | 0:49  | San Jacinto, Californie, États-Unis    |                                                                 |
| Victoire | 5-0    | Mychal Clark      | Décision unanime                    | Bellator 10                         | 5 juin 2009       | 3     | 5:00  | Ontario, Californie, États-Unis        |                                                                 |
| Victoire | 4-0    | Sergio Calderon   | TKO (coups de poing)                | Gladiator Challenge: Venom          | 23 avril 2009     | 1     | 1:53  | Pauma Valley, Californie, États-Unis   |                                                                 |
| Victoire | 3-0    | Tom Lozano        | Soumission (clé de bras)            | Espartan Fighting 9                 | 14 mars 2009      | 1     | 0:55  | Puerto Escondido, Oaxaca, Mexique      |                                                                 |
| Victoire | 2-0    | Michael Westbrook | TKO (coups de poing)                | King of the Cage: Immortal          | 27 février 2009   | 3     | 1:22  | San Bernardino, Californie, États-Unis |                                                                 |
| Victoire | 1-0    | Evan Langford     | TKO (coups de poing)                | Cage of Fire 15                     | 7 février 2009    | 1     | 0:43  | Tijuana, Mexique                       |                                                                 |